# 재스민/Rainbow
《재스민/Rainbow》(ジャスミン/Rainbow)는 2007년 5월 23일 발매한 V6의 31번째의 싱글이다.

## 설명
- 전작 《HONEY BEAT／僕と僕らのあした》부터 4개월만의 발매된 V6 통산 31번째 싱글이다. 전작의 이어서 더블A사이드 싱글이고 역시 타이업이 모두 붙었다. 발매 타입 역시 이전과 동일하다.
- 《UTAO-UTAO》부터 연속 여섯 음반, V6 전체로는 18개의 음반이 오리콘 위클리 차트 1위를 기록한 것이다.

## 수록곡

### 통상반
1. ジャスミン
  - 작사/작곡：콘도 카오루, 편곡：오바타 히데유키
  - 멤버 이노하라 요시히코 출연 아사히TV계열 드라마 《경시청 수사 1과 9계 시즌 2》 주제곡, V6 버라이어티 프로그램 TBS 계열 《학교에 가자!MAX》 주제곡
2. Rainbow
  - 작사：오가와 마키, 작곡：오오스미 토모타카, 편곡：쿠메 야스타카
  - 와세다 아카데미 TV-CM곡, 후지TV계 《VVV6 도쿄 V슈란 2》 주제곡
3. Gram-8 / 20th Century
  - 작사/작곡/편곡：HIKARI
4. Our Place / Coming Century
  - 작사：KOMU, 작곡：HIKARI, 편곡：이에하라 마사키
5. ジャスミン (Instrumental)
6. Rainbow (Instrumental)
7. Gram-8 (Instrumental)
8. Our Place (Instrumental)

### 초회한정반A
1. ジャスミン
2. Rainbow

DVD'
1. 〈ジャスミン〉 PV 20th Century Version
2. 〈ジャスミン〉 PV Coming Century Version

### 초회한정반B
1. ジャスミン
2. Rainbow
3. ジャスミン -BOSSA NO VA VERSION / Coming Century
4. ジャスミン -LAIDBACK VERSION / 20th Century

- 스페셜·포토 소책자 첨부